# Feria Real de Algeciras

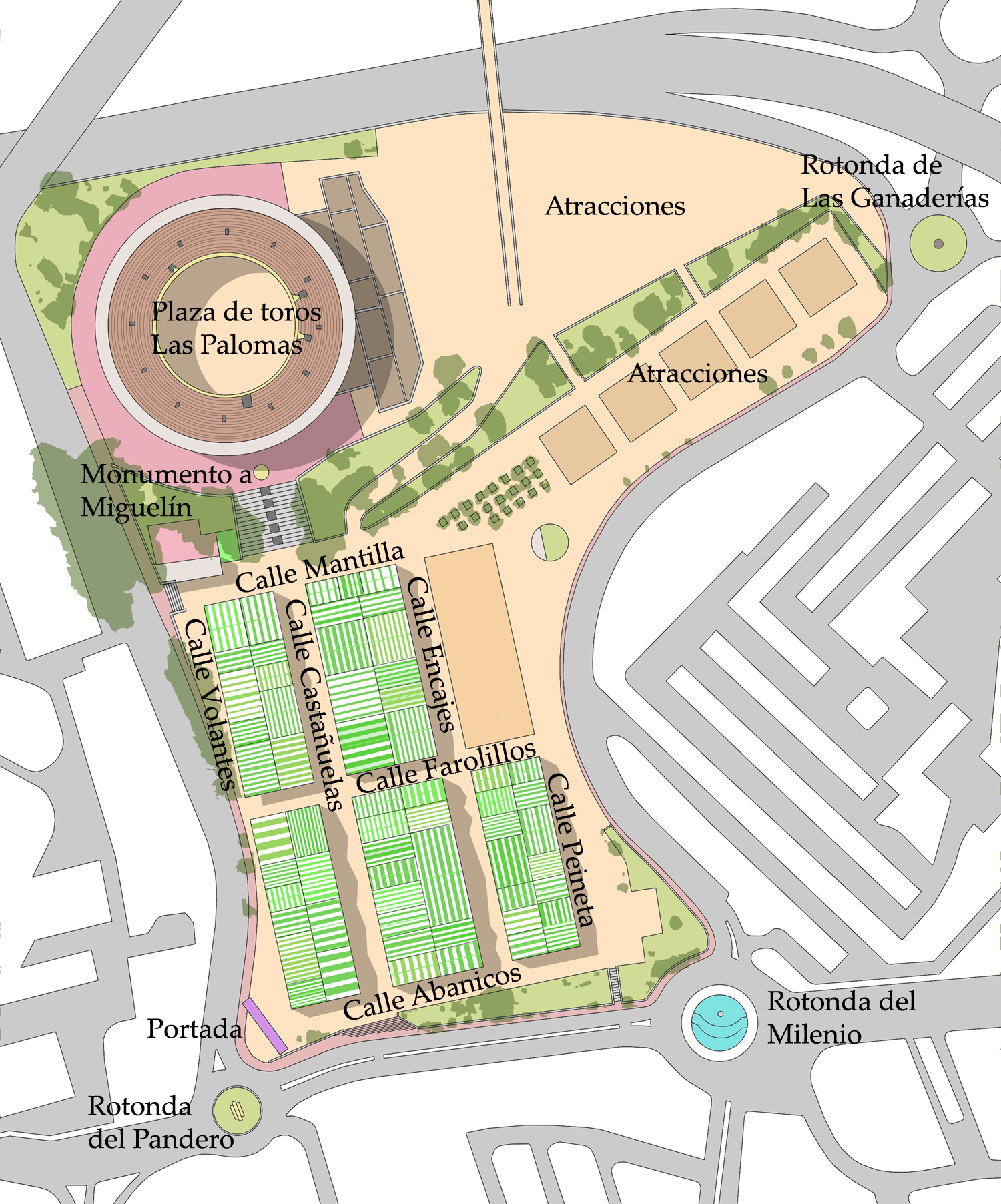
Plano del Real de la Feria.

La Feria Real de Algeciras es la más importante de las fiestas celebradas en la localidad andaluza de Algeciras. 
La primera Feria Real de Algeciras se celebró con Permiso Real los tres primeros días de junio de 1850 como feria de ganado al norte de la ciudad en la zona conocida como El Calvario, junto al camino de San Roque, en una zona desprovista de construcciones y desde la cual podía realizarse la por entonces popular romería de Los Pinos. En esa primera feria y según se desprende del cartel anunciador y de diversos cronistas se celebraron fuegos artificiales, regatas de buques, carreras de caballos, actuaciones musicales e incluso un festejo taurino denominado toro de la veta prohibido unos años después. Además de todo esto y de la exposición del ganado venido desde todas las partes del Campo de Gibraltar se podían realizar en el ferial todo tipo de compras, muebles, alimentos, forja... 

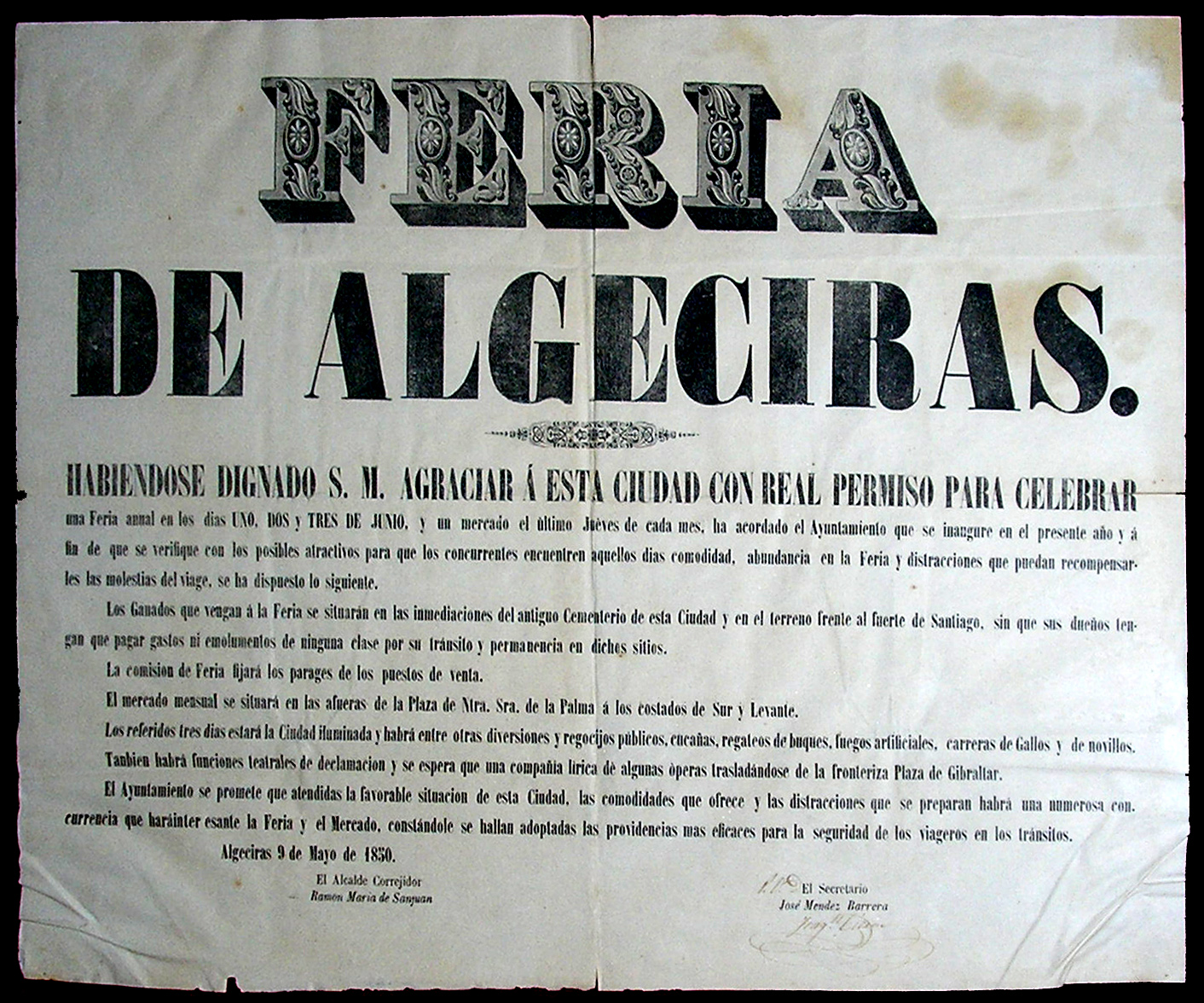
Primer cartel de feria de Algeciras.

La feria pronto alcanzó gran popularidad tanto en la ciudad como en las poblaciones vecinas, de este modo algunos chiringuitos provisionales destinados a la venta pasaron pronto a ser casetas más o menos grandes donde los algecireños pasaban esas tardes de verano. Siete años después de celebrada la primera feria de ganado se construye en las inmediaciones del recinto la primera plaza de toros permanente de la que se tiene noticia en Algeciras, el nombre de esta plaza, si lo tenía, no se recuerda. Esta primera plaza de toros tuvo una corta vida debido a problemas de construcción, tras declararse en ruina y demolerse apenas unos años después de ser construida debe edificarse una nueva; de este modo en 1866 acaba la construcción de la Plaza de toros de La Perseverancia en la parte alta del Paseo de la Feria. En 1873 el Paseo de la feria aparece ajardinado en la conocida como Alameda de la Feria según los cronistas de la época. Este sería el lugar de celebración de la feria hasta bien entrado el siglo XX. En 1914 se amplía el paseo debido a la gran afluencia de público que poseía ya el recinto.

En 1957 el recinto ferial debe trasladarse a otra zona debido a la presión urbanística sufrida en el norte de la ciudad, el lugar elegido es un descampado al norte del Paseo Cristina, cerca del anterior recinto; la entrada a la feria por este tiempo se realiza atravesando el parque, que se iluminaba por la noche para este fin y por cuyo interior circulaban coches de caballo y jinetes. A pesar de todo esta zona no deja de estar bajo las mismas condiciones urbanísticas de una ciudad que comenzaría en aquellas fechas su imparable desarrollo. 

En 1967 el Real de la feria se traslada a un descampado, entonces sin urbanizar a las afueras de la ciudad, junto a la Carretera de Málaga en la zona denominada Las Colinas. El antiguo Real es totalmente urbanizado con la construcción de la Avenida de Francisco Franco, hoy Fuerzas Armadas, que llegó incluso a ocupar terrenos del Parque.

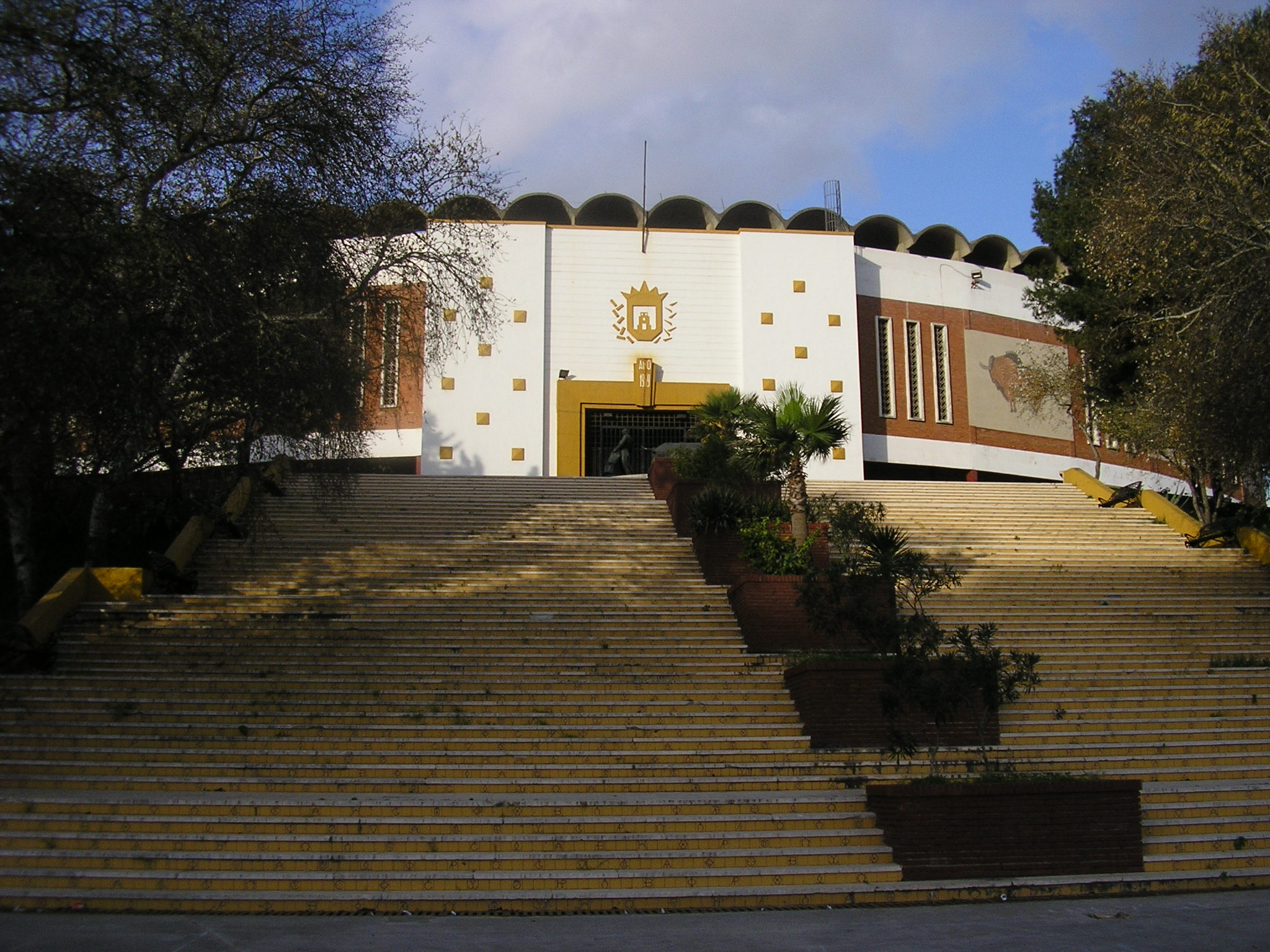
Plaza de toros de Las Palomas desde el recinto ferial.

El nuevo Real contará desde 1969 con la Plaza de toros de Las Palomas en su parte más alta. Esta construcción venía a sustituir a la antigua plaza de La Perseverancia, que sería demolida en 1976. Durante los primeros años de existencia de este nuevo recinto las críticas a su ubicación fueron constantes debido a que la ciudadanía consideraba que se encontraba demasiado lejos de la ciudad. Sin embargo en los años siguientes los alrededores del ferial son urbanizados dejando el recinto incluido dentro de la ciudad, como hoy lo encontramos.
La feria hoy se celebra durante nueve días, ha sido nombrada de Interés Turístico Nacional y sigue contando con gran aceptación en la ciudad.

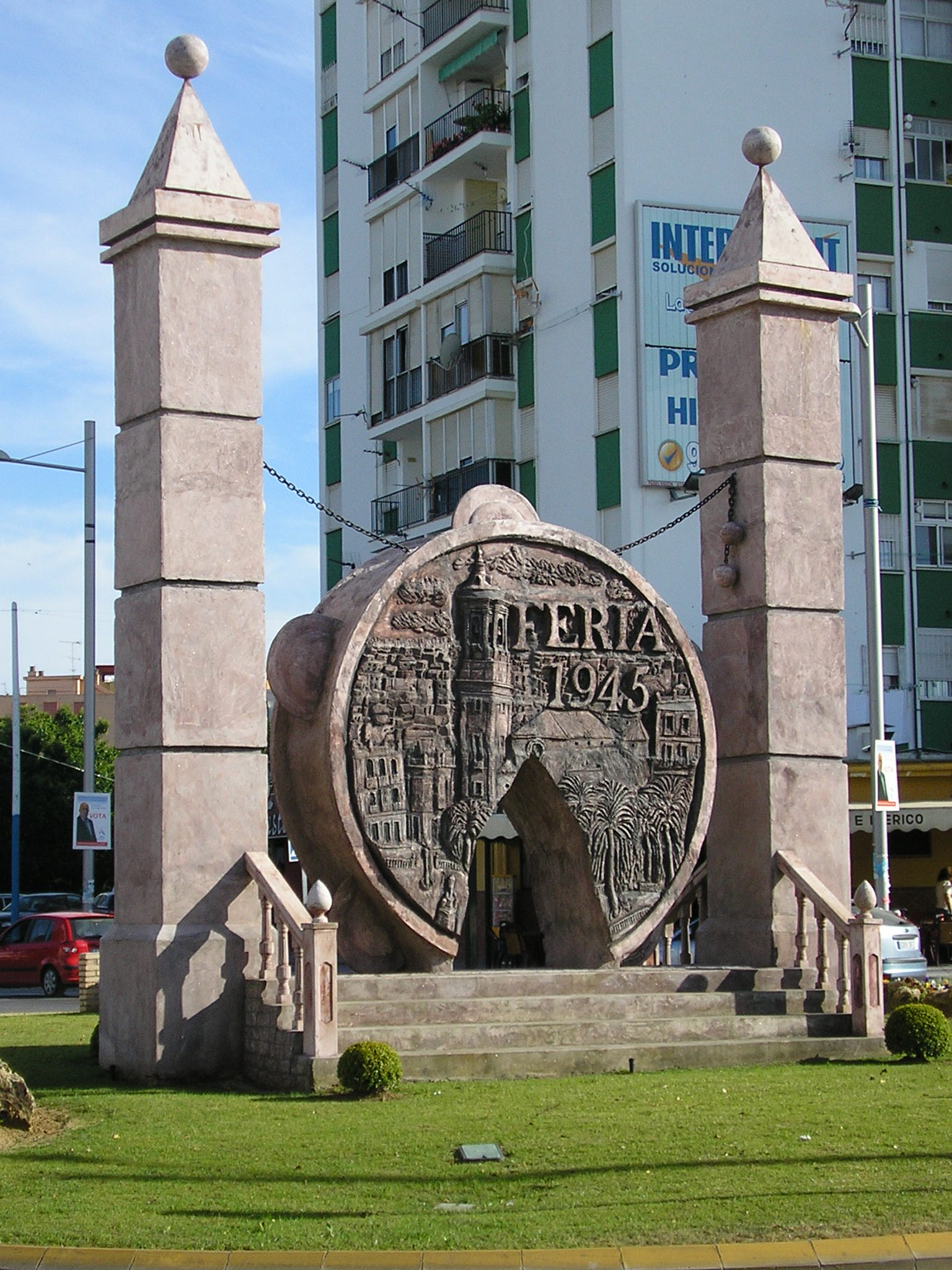
Rotonda del Pandero representando la portada de 1945.

El recinto ferial se encuentra situado entre la Carretera de Málaga y la Circunvalación de la ciudad, junto a la barriada de Las Colinas. Está dividido en dos zonas, en la parte baja se sitúan las casetas de feria (un total de 72) en seis manzanas separadas por las calles Volantes, Castañuela, Encajes y sus perpendiculares Mantilla, Farolillos y Abanicos; la parte alta del recinto alberga las atracciones mecánicas y diversos establecimientos tales como tómbolas o puestos de comida.
El ferial se encuentra limitado en sus cuatro vértices por monumentos conmemorativos de la feria o de la historia de la ciudad, de este modo junto a la portada de la feria, en la Carretera de Málaga, se encuentra la llamada rotonda del Pandero que representa una de las portadas más conocidas de la feria, realizada en 1945, en el otro extremo de esa misma calle se encuentra la rotonda del Milenio inaugurada en 2001; junto a la circunvalación la rotonda de las ganaderías posee un conjunto escultórico que representa un conocido cartel publicitario de vino que se podía observar en la fachada de la antigua plaza de toros de La Perseverancia. Por último en el cuarto vértice del recinto la Plaza de toros de Las Palomas con su monumento a Miguelín preside desde la altura todo el ferial.